# Bahnstrecke Feldkirch–Buchs
| |                              |                                              |                                              |
| Streckennummer (ÖBB): | 303 01                       |                                              |                                              |
| Streckennummer (BAV): | 882 (Buchs SG–Grenze CH/FL)  |                                              |                                              |
| Kursbuchstrecke (ÖBB): | 430                          |                                              |                                              |
| Streckenlänge: | 18,527 km                    |                                              |                                              |
| Spurweite: | 1435 mm (Normalspur)         |                                              |                                              |
| Streckenklasse: | D4                           |                                              |                                              |
| Stromsystem: | 15 kV 16,7 Hz ~              |                                              |                                              |
| Maximale Neigung: | 15 ‰                         |                                              |                                              |
| Minimaler Radius: | 229 m                        |                                              |                                              |
| Streckengeschwindigkeit: | 100 km/h                     |                                              |                                              |
| Zugbeeinflussung: | PZB (Buchs SG nur teilweise) |                                              |                                              |
| |                              |                                              |                                              |
| \| \| \| von Bludenz \| \| \| \| 0,000 \| Feldkirch \| 457 m ü. A. \| \| \| \| nach Lindau-Insel \| \| \| \| 2,133 \| Altenstadt \| Altenstadt \| \| \| \| von Lindau-Insel (1940–1945) \| \| \| \| 3,595 \| Gisingen \| Gisingen \| \| \| \| Spinnerei Hämmerle \| \| \| \| 4,800 \| Tosters \| Tosters \| \| \| \| Ill \| \| \| \| \| Tosters \| \| \| \| 6,950 \| Tosters-West \| Tosters-West \| \| \| 7,282 \| Tisis \| Tisis \| \| \| 8,375 \| Staatsgrenze Österreich / Liechtenstein \| Staatsgrenze Österreich / Liechtenstein \| \| \| 9,386 \| Schaanwald \| Schaanwald \| \| \| 11,470 \| Nendeln \| Nendeln \| \| \| 14,125 \| Forst Hilti \| Forst Hilti \| \| \| 15,875 \| Schaan-Vaduz (ehem. Bf) \| Schaan-Vaduz (ehem. Bf) \| \| \| \| Liechtensteiner Binnenkanal \| \| \| \| 17,338 \| Rhein (Staatsgrenze Liechtenstein / Schweiz) \| Rhein (Staatsgrenze Liechtenstein / Schweiz) \| \| \| \| Autobahn A13 \| \| \| \| \| Werdenberger Binnenkanal \| \| \| \| 18,247 \| Infrastrukturgrenze ÖBB Infra / SBB \| Infrastrukturgrenze ÖBB Infra / SBB \| \| \| \| von Chur \| \| \| \| 18,527 \| Buchs SG \| Buchs SG \| \| \| \| nach Rorschach \| \| |                              |                                              |                                              |
| Strecke |                              | von Bludenz                                  | von Bludenz                                  |
| Bahnhof | 0,000                        | Feldkirch                                    | 457 m ü. A.                                  |
| Abzweig geradeaus und nach rechts |                              | nach Lindau-Insel                            | nach Lindau-Insel                            |
| Haltepunkt / Haltestelle | 2,133                        | Altenstadt                                   | Altenstadt                                   |
| Abzweig geradeaus und ehemals von rechts |                              | von Lindau-Insel (1940–1945)                 | von Lindau-Insel (1940–1945)                 |
| Haltepunkt / Haltestelle | 3,595                        | Gisingen                                     | Gisingen                                     |
| Abzweig geradeaus und ehemals nach links |                              | Spinnerei Hämmerle                           | Spinnerei Hämmerle                           |
| Blockstelle | 4,800                        | Tosters                                      | Tosters                                      |
| Brücke über Wasserlauf |                              | Ill                                          | Ill                                          |
| ehemaliger Haltepunkt / Haltestelle |                              | Tosters                                      | Tosters                                      |
| Blockstelle | 6,950                        | Tosters-West                                 | Tosters-West                                 |
| Haltepunkt / Haltestelle | 7,282                        | Tisis                                        | Tisis                                        |
| Grenze | 8,375                        | Staatsgrenze Österreich / Liechtenstein      | Staatsgrenze Österreich / Liechtenstein      |
| ehemaliger Haltepunkt / Haltestelle | 9,386                        | Schaanwald                                   | Schaanwald                                   |
| Bahnhof | 11,470                       | Nendeln                                      | Nendeln                                      |
| Haltepunkt / Haltestelle | 14,125                       | Forst Hilti                                  | Forst Hilti                                  |
| Haltepunkt / Haltestelle | 15,875                       | Schaan-Vaduz (ehem. Bf)                      | Schaan-Vaduz (ehem. Bf)                      |
| Brücke über Wasserlauf |                              | Liechtensteiner Binnenkanal                  | Liechtensteiner Binnenkanal                  |
| Grenze auf Brücke über Wasserlauf | 17,338                       | Rhein (Staatsgrenze Liechtenstein / Schweiz) | Rhein (Staatsgrenze Liechtenstein / Schweiz) |
| Brücke |                              | Autobahn A13                                 | Autobahn A13                                 |
| Brücke über Wasserlauf |                              | Werdenberger Binnenkanal                     | Werdenberger Binnenkanal                     |
| Wechsel des Eisenbahninfrastrukturunternehmens | 18,247                       | Infrastrukturgrenze ÖBB Infra / SBB          | Infrastrukturgrenze ÖBB Infra / SBB          |
| Abzweig geradeaus und von links |                              | von Chur                                     | von Chur                                     |
| Bahnhof | 18,527                       | Buchs SG                                     | Buchs SG                                     |
| Strecke |                              | nach Rorschach                               | nach Rorschach                               |

Die Bahnstrecke Feldkirch–Buchs ist eine eingleisige, elektrifizierte Hauptbahn in Österreich, Liechtenstein und der Schweiz. Die Strecke verläuft von Feldkirch im Land Vorarlberg über Schaan nach Buchs SG. Sie ist die einzige Eisenbahnstrecke im Fürstentum Liechtenstein.
Die Länge der Bahnstrecke beträgt 18,527 km, von denen 8,375 km auf österreichischem, 8,963 km auf liechtensteinischem und 1,189 km auf schweizerischem Staatsgebiet verlaufen; gemeinsamer Grenzbahnhof ist Buchs SG.
Die Infrastruktur steht im Eigentum der ÖBB-Infrastruktur. Ende 2019 hatte das Infrastrukturvermögen der ÖBB in Liechtenstein und der Schweiz einen Buchwert von rund 23,9 Mio. Euro.
Der Bahnbetrieb ausserhalb des österreichischen Staatsgebietes wird auf Basis von Konzessionen seitens der beiden tangierten Staaten durchgeführt.
Mit dem grenzübergreifenden Projekt S-Bahn Liechtenstein sollte ein S-Bahn-ähnlicher Regionalverkehr auf der Strecke eingeführt werden.

## Geschichte

### Projektierung, Bau und Dampfbetrieb

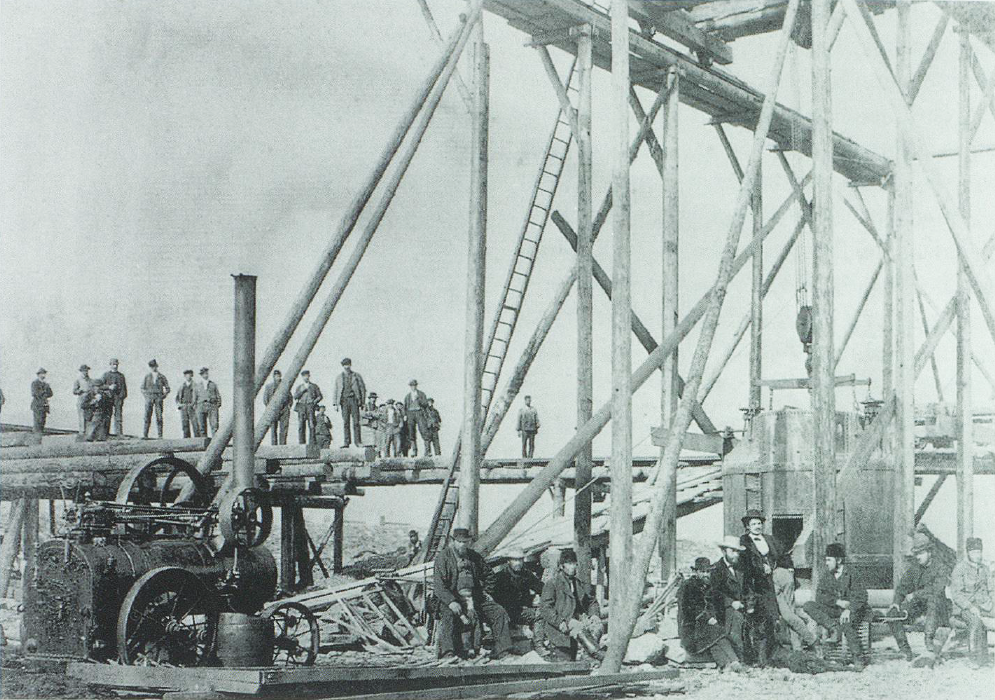
Beginn der Bauarbeiten für die Eisenbahnbrücke Schaan–Buchs um 1871

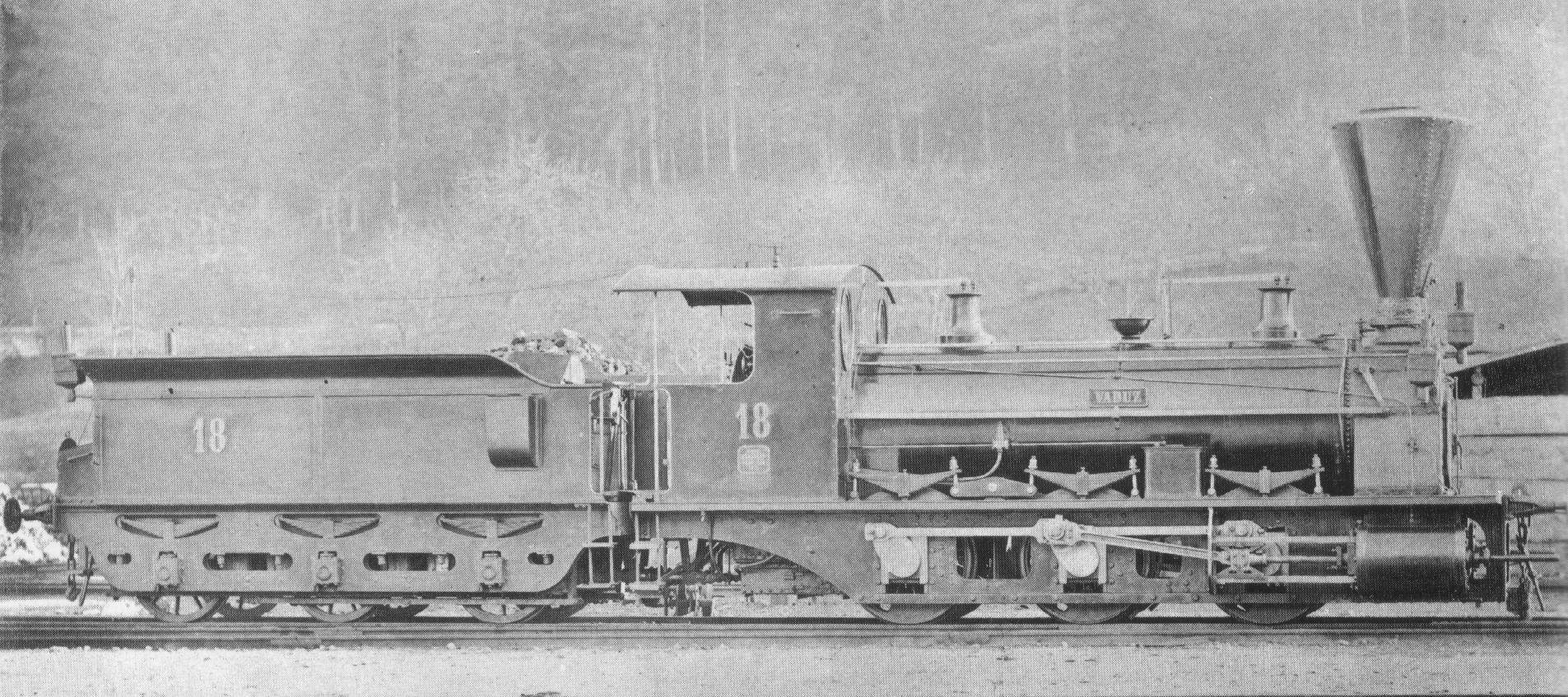
Die Güterzuglokomotive Nr. 18 „Vaduz“ der Vorarlberger Bahn.

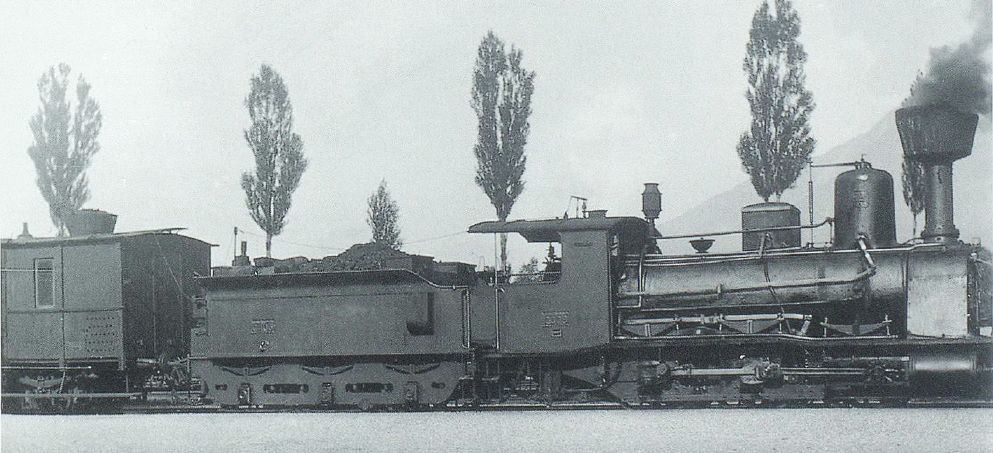
Dampflokomotive der Vorarlberger Bahn (Serie 1–6, 7"–9") mit typischem Rauchverbrenner-Kaminaufsatz im Bahnhof Buchs

Mit der Eröffnung der Eisenbahnstrecke zwischen Rheineck und Sargans am 1. Juli 1858 und den Bestrebungen, das Vorarlberger Rheintal ebenfalls mit einer Eisenbahnstrecke zu erschliessen, begannen erste Verhandlungen zwischen der Schweiz und dem Kaisertum Österreich, um die beiden Bahnnetze miteinander zu verbinden. Ein am 5. August 1865 abgeschlossener Staatsvertrag zwischen dem Kaisertum Österreich, Bayern und der Schweiz über die Errichtung einer Eisenbahnstrecke unter anderem zwischen Feldkirch und Rüthi war nicht realisiert worden. Die Regierung Liechtensteins war dabei bestrebt, die Verbindung über das eigene Hoheitsgebiet zu führen, um einen Anschluss Liechtensteins ans Bahnnetz zu ermöglichen. In einer Kompromisslösung wurde schliesslich am 14. Januar 1870 die Bewilligung für eine Streckenführung ausgesprochen, welche zumindest Teile Liechtensteins mit der Bahn direkt erschliessen sollte. Liechtenstein erteilte der Vorarlberger Bahn, zu diesem Zeitpunkt noch eine private österreichische Gesellschaft, eine Konzession zum Bau der Strecke über liechtensteinisches Gebiet. Die österreichische Regierung hatte für ihr Staatsgebiet eine Konzession schon am 18. August 1869 erteilt. Am 27. August 1870 wurde in Bregenz ein heute noch gültiger Staatsvertrag zwischen Österreich-Ungarn (nun Republik Österreich), Liechtenstein, Bayern (nun Bundesrepublik Deutschland) und der Schweiz unter anderem über die Errichtung einer Eisenbahnstrecke zwischen Feldkirch und Buchs unterzeichnet.
Mit der Bewilligung im Januar 1870 wurden die Bauarbeiten in Auftrag gegeben, sodass die Strecke von der k. k. privilegierten Vorarlberger Bahn schliesslich am 24. Oktober 1872 eröffnet werden konnte. Am selben Tag fuhr erstmals ein von einer Dampflokomotive gezogener Zug auf der neu erstellten Bahnstrecke.

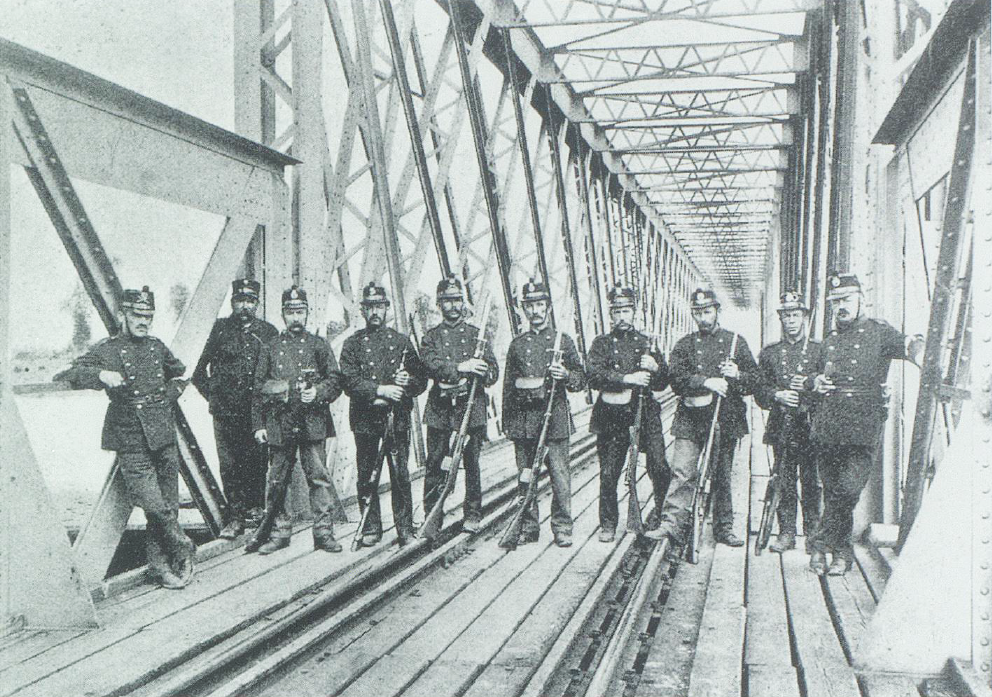
Schweizer Landsturmsoldaten bewachen während der Grenzbesetzung im Ersten Weltkrieg die Rheinbrücke.

Während des Ersten Weltkriegs kam es immer wieder zu Behinderungen des Bahnverkehrs und manchmal zu mehrtägigem gänzlichen Unterbrüchen. Österreich-Ungarn führte eine Kontumaz für alle Privat- und Militärpersonen ein, die aus dem Kriegsgebiet in die Schweiz fahren wollten. Diese Reisenden mussten in Bludenz oder Imst einen zehntägigen Zwangsaufenthalt auf sich nehmen. Diese Massnahme sollte ein Weitergeben aktueller Informationen aus dem österreichischen Kriegsgebiet in die Schweiz, wo eine namhafte Spionagetätigkeit herrschte, verhindern.
Am 24. März 1919 reiste Kaiser Karl I. von Österreich, begleitet von drei britischen Offizieren und 12 Soldaten, durch das Fürstentum, um sich in die Schweiz ins Exil zu begeben. Der liechtensteinische Regierungschef bestieg in Feldkirch den mehrere Stunden verspäteten Sonderzug, um die Souveränität des Landes zu gewähren. Auf liechtensteinischem Gebiet wurde die Bahnstrecke durch die Polizei überwacht. Der Kaiser erkundigte sich nach der Möglichkeit, in Vaduz zu übernachten. Der Regierungschef lehnte jedoch aus Sicherheitsgründen ab.

### Ab den 1920er Jahren
Am 16. Dezember 1926 wurde der elektrische Betrieb aufgenommen; die Elektrifizierung erfolgte zusammen mit der Arlbergbahn und der Bahnstrecke Lindau–Bludenz.

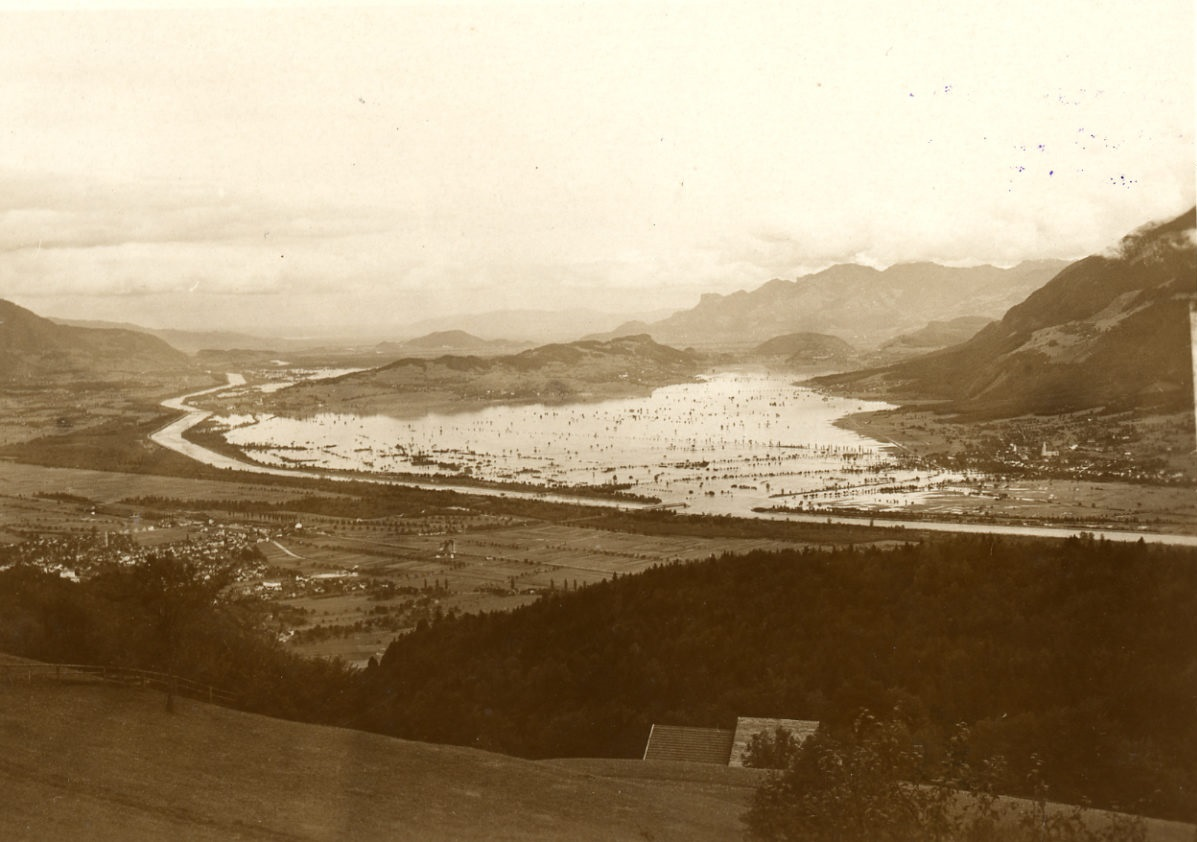
Bruch des Rheindamms bei Schaan 1927. Der Fluss überschwemmte und verwüstete die Talebene auf einer Länge von 15 Kilometern.

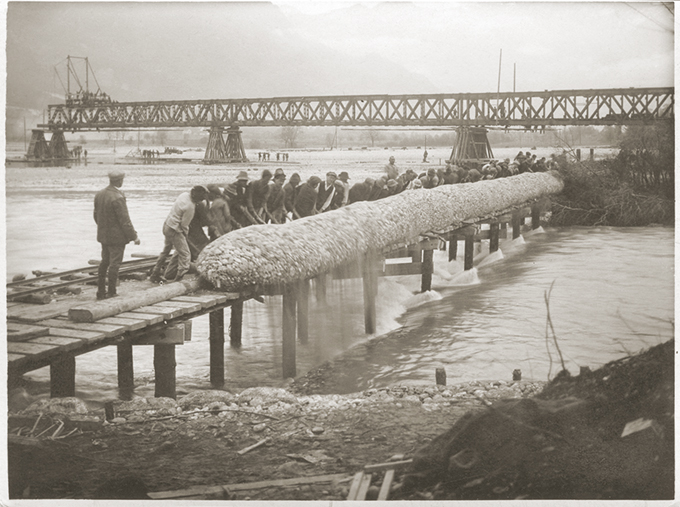
Wiederaufbau des Rheindamms bei Schaan, im Hintergrund ist die provisorische Eisenbahnbrücke im Bau (September 1927)

Am 25. September 1927 kam es zu einem Rheinhochwasser, bei welchem sich große Mengen Treibholz an der zu niedrigen Eisenbahnbrücke zwischen Schaan-Vaduz und Buchs verkeilten und das Wasser aufstauten, sodass schliesslich der Rheindamm auf Liechtensteiner Seite am Abend jenes Tages überspült wurde und auf einer Länge von 250 m brach. Die gesamte Talebene von Schaan bis nach Bangs und Tosters wurde überflutet. Das östliche Widerlager der Brücke wurde weggespült, dadurch stürzte der östlichste der vier Fachwerkträger mit dem uferseitigen Ende ins Wasser. Die Bahnstrecke war dadurch bis zum 17. November 1927 unterbrochen.
In der ersten österreichischen Republik gehörte die Strecke in den Zuständigkeitsbereich der Bundesbahndirektion Innsbruck. Nach dem Anschluss Österreichs 1938 firmierte diese kurzzeitig als Reichsbahndirektion Innsbruck, bevor sie bereits zum 15. Juli 1938 aufgelöst wurde. Die Strecke wurde der Reichsbahndirektion Augsburg unterstellt. Die Bahn durch Liechtenstein diente in der NS-Zeit auch als Fluchtlinie, zum Beispiel für den Schriftsteller Carl Zuckmayer. Sie wurde von hitlerdeutscher Seite für militärische, wirtschaftliche und politische Spionage intensiv genutzt. In den letzten Kriegstagen wurde der Zugsverkehr eingestellt und erst im Laufe des Sommers 1945 wieder aufgenommen.
Die Deutsche Reichsbahn errichtete 1940 eine von der Bahnstrecke Lindau–Bludenz auf Höhe der ehemaligen Haltestelle Feldkirch Amberg abzweigende Verbindungskurve, um von Norden ohne Fahrtrichtungswechsel im Bahnhof Feldkirch auf die Strecke nach Buchs zu gelangen. Diese wurde beim Bahnhof Altenstadt erreicht. Mit dem Ende des Zweiten Weltkrieges wurde dieses Überleitungsgleis stillgelegt und in den 1950er-Jahren abgebaut.
Nach 1945 wurden die ÖBB wiedergegründet, die Direktionsstruktur aus der Zeit vor 1938 wieder eingerichtet, auch die Bundesbahndirektion Innsbruck.

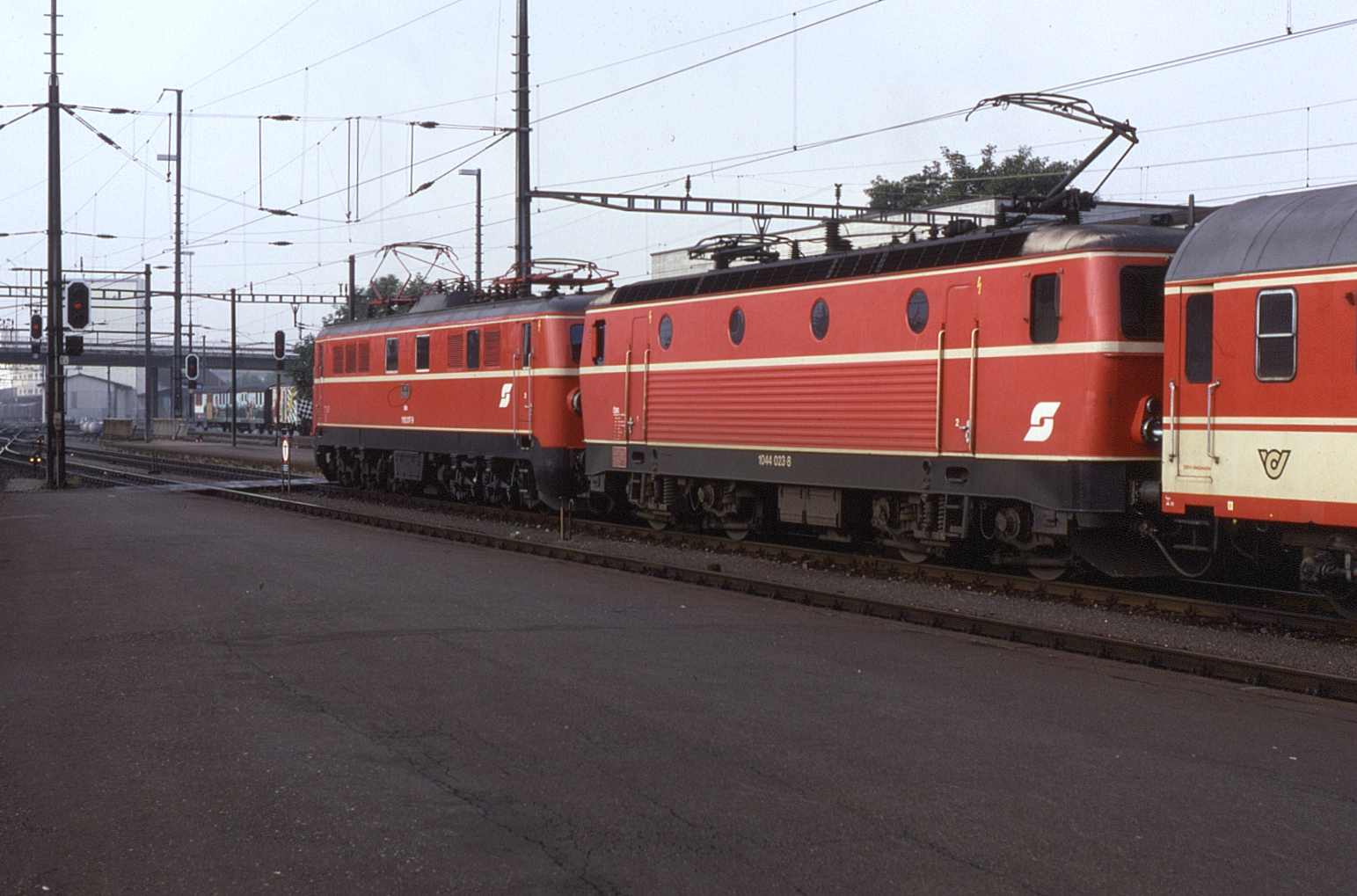
Abfahrbereiter Schnellzug in Buchs im Jahr 1988 mit den ÖBB-Lokomotiven 1110 und 1044

Die im Jahre 1977 erteilte Konzession des Fürstentums Liechtenstein ist am 31. Dezember 2017 abgelaufen. Da man sich vorerst nicht auf die Details einer neuen Konzession einigen konnte, wurde der Betrieb mit einer provisorisch verlängerten Konzession aufrechterhalten.
Die Verhandlungen über eine neue Konzession, die vom Ausbauprojekt S-Bahn Liechtenstein stark geprägt wurden, spiessten sich daran, dass einerseits das geänderte liechtensteinische Eisenbahngesetz einen freien Netzzugang vorsieht und dass andererseits die Republik Österreich – analog zu innerstaatlichen Strecken – Zuschüsse zu Erhaltung und Betrieb fordert, was von liechtensteinischer Seite abgelehnt wird.
Falls die Konzession mangels Verlängerung oder Erneuerung erloschen wäre, würde das laut Regierung des Fürstentums gemäss Staatsvertrag von 1870 bedeuten, dass die Bahninfrastruktur in das Eigentum des Fürstentums Liechtenstein überginge.
Nach Ansicht der ÖBB wäre der entschädigungslose Eigentumsübergang rechtlich zumindest überprüfungsbedürftig, wobei auch ein Verzicht auf einen „Heimfall“ im liechtensteinischen Eisenbahngesetz vorgesehen sei.
Im Dezember 2020 erteilte die Regierung des Fürstentums Liechtenstein der ÖBB-Infrastruktur eine neue Konzession für den Bau und Betrieb von Eisenbahninfrastruktur mit Geltung bis zum 31. Dezember 2067. Auch die Konzession für den Schweizer Streckenabschnitt wurde mittlerweile für die Dauer bis zum 31. Dezember 2022 verlängert.
Nach dem Scheitern des S-Bahn-Projektes sind laut ÖBB-Rahmenplan nun bis 2027 100 Millionen Euro für die Modernisierung der Strecke vorgesehen.

## Betriebsvereinbarungen
Die Betriebsverwaltung wurde am 14. Januar 1870 an die Vorarlberger Bahn erteilt (nunmehr und bis heute ÖBB).
Transportmaterial (insbesondere Eisenbahnwagen und Lokomotiven) muss gemäss Art. 10 und Art. 16 des Staatsvertrages vom 27. August 1870 weitgehend ohne Behinderung in allen beteiligten Staaten verwendet sowie von einem Staat in den anderen verbracht werden können.
Warendurchfuhren über diese Eisenbahnstrecke sind, mit wenigen Ausnahmen, von Durchgangszöllen befreit.
Gemäss dem Staatsvertrag vom 27. August 1870, Art. 14, besteht für Personen, «welche wegen gemeiner Verbrechen oder Vergehen, wegen Schleichhandels oder schwerer Gefällsübertretungen rechtskräftig verurteilt worden sind», auf dieser Bahnstrecke ein heute noch gültiges Verwendungsverbot.

## Heutiger Betrieb

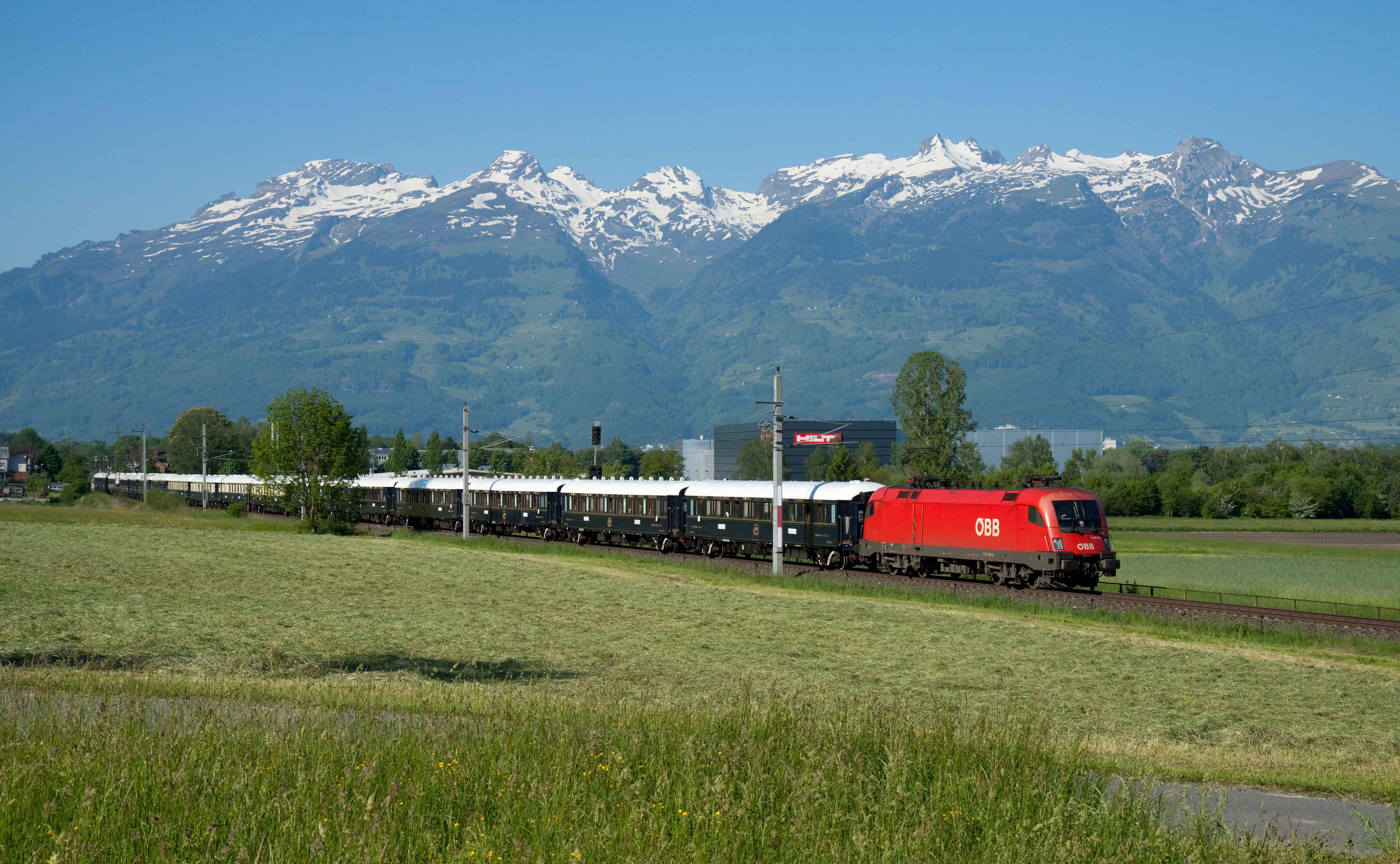
Sonderzug (Orient-Express) in Nendeln mit der Alviergruppe im Hintergrund

Der überwiegende Teil des Eisenbahn-Fernverkehrs (Güter und Personen) zwischen Österreich und der Schweiz benutzt diese eingleisige Strecke, sodass Angebotserweiterungen im Nahverkehr kaum möglich sind. So fahren hier in der Fahrplanperiode 2020 zwei ÖBB Nightjet (NJ)-Zugpaare (Budapest Keleti pu. / Graz Hbf – Zürich HB u.u.), sieben RJX-Zugpaare Budapest Keleti pu. / Bratislava hl.st / Flughafen Wien / Wien Hbf – Innsbruck Hbf – Zürich HB und ein EuroCity-Zugpaar als EC 163/164 Transalpin Zürich HB – Graz Hbf.
Das grenzüberschreitende Nahverkehrsangebot zwischen der Region Werdenberg, dem Fürstentum Liechtenstein und Vorarlberg ist eingeschränkt ausgebildet. Die Strecke Feldkirch–Buchs wird durch die Österreichischen Bundesbahnen (ÖBB) montags bis freitags, soweit Werktage in Liechtenstein, ab dem Fahrplanwechsel 2022 mit elf, meist aus einer Talent-Garnitur bestehenden Regionalzugpaaren bedient, wodurch Buchs SG, Schaan und Feldkirch nur unregelmässig miteinander verbunden werden. Der Nahverkehr ist ausgerichtet auf die Pendlerzeiten frühmorgens und am frühen Vormittag, zu Mittag (ein Zug Buchs–Feldkirch) und am späteren Nachmittag bis circa 19:00 Uhr.
Fahrplanmässig bedient werden in Österreich die Zwischenstationen Altenstadt, Gisingen und Tisis, in Liechtenstein Schaan-Vaduz, Forst Hilti und der Bahnhof Nendeln. Hinzu kommen die neun täglich zwischen Feldkirch und Buchs ohne Zwischenhalt verkehrenden Fernzugpaare.
Mit dem Projekt S-Bahn Liechtenstein sollten die Voraussetzungen für die Erhöhung der Trassenkapazität und einen ganztägigen Taktverkehr für den Nahverkehr geschaffen werden. In einer Volksabstimmung am 30. August 2020 lehnte die Liechtensteiner Bevölkerung allerdings die Aufnahme eines Kredites für das Projekt ab.
Nachdem die ersten drei Garnituren der Reihe 4748 seit dem 11. Dezember 2022 im Vorarlberger Schienenpersonennahverkehr unterwegs sind, sollen weitere 18 folgen und alle mit einem schweiz-gerechten, zweiten Stromabnehmer ausgestattet werden.
Auf der Strecke Feldkirch–Buchs gelten die verschiedensten Tarife nebeneinander (ÖBB, LIEmobil, Ostwind, Verkehrsverbund Vorarlberg), u. a. können mit den sog. «maximo»-Tickets des Verkehrsverbundes Vorarlberg sowohl Regional- als auch Fernverkehrszüge zu den günstigeren österreichischen Tarifen genutzt werden. Das schweizerische Generalabonnement ist bis zum letzten liechtensteinischen Halt, Nendeln, gültig.

## Streckenbeschreibung

### Verlauf
Die Strecke führt vom Bahnhof Feldkirch rund einen Kilometer parallel zur Strecke nach Lindau Richtung Nordosten und vollzieht anschliessend eine fast kreisrunde Streckenführung um den Ardetzenberg. Nach Überquerung der Ill folgt nach rund acht Kilometern der Grenzübertritt nach Liechtenstein. Anschliessend folgt der Bahnhof Nendeln, danach führt die Strecke über Schaan Richtung Rhein. Die Mitte der Rheinbrücke stellt zugleich die Grenze zwischen Liechtenstein und der Schweiz dar. Nach dem Grenzübertritt vollzieht die Bahnstrecke eine scharfe Kurve nach Norden und endet anschliessend im Bahnhof Buchs.

### Betriebsstellen
Schaanwald

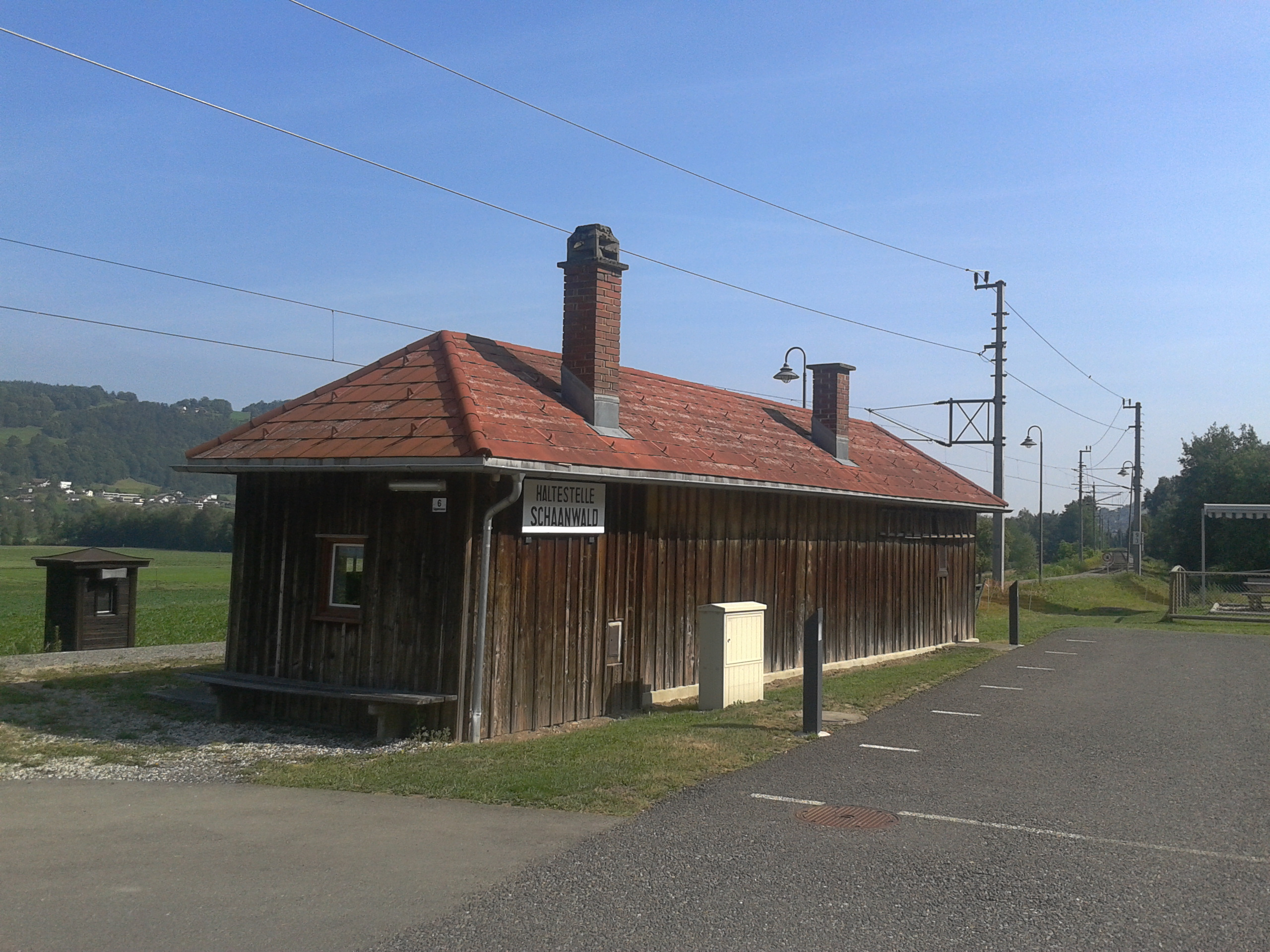
Haltestelle Schaanwald (2014)

Die Haltestelle Schaanwald wurde am 15. Oktober 1902 nur für den Reiseverkehr in Betrieb genommen. Wegen der geringen Verkehrsbedeutung – zum Schluss hielt nur noch ein Regionalzug pro Richtung – wurde die Haltestelle in den 2010er-Jahren geschlossen und der Bahnsteig abgerissen. Das hölzerne Aufnahmegebäude von 1928 steht unter Denkmalschutz und gehört seit 1997 der Gemeinde Mauren.
Nendeln
Der Bahnhof Nendeln besteht seit der Streckeneröffnung. Der Bahnhof ist heute die einzige Betriebsstelle der Strecke, wo Züge kreuzen können. Darüber hinaus ist Nendeln heute die einzige Betriebsstelle in Liechtenstein, wo noch Güterverkehrsanlagen vorgehalten werden.
Schaan-Vaduz

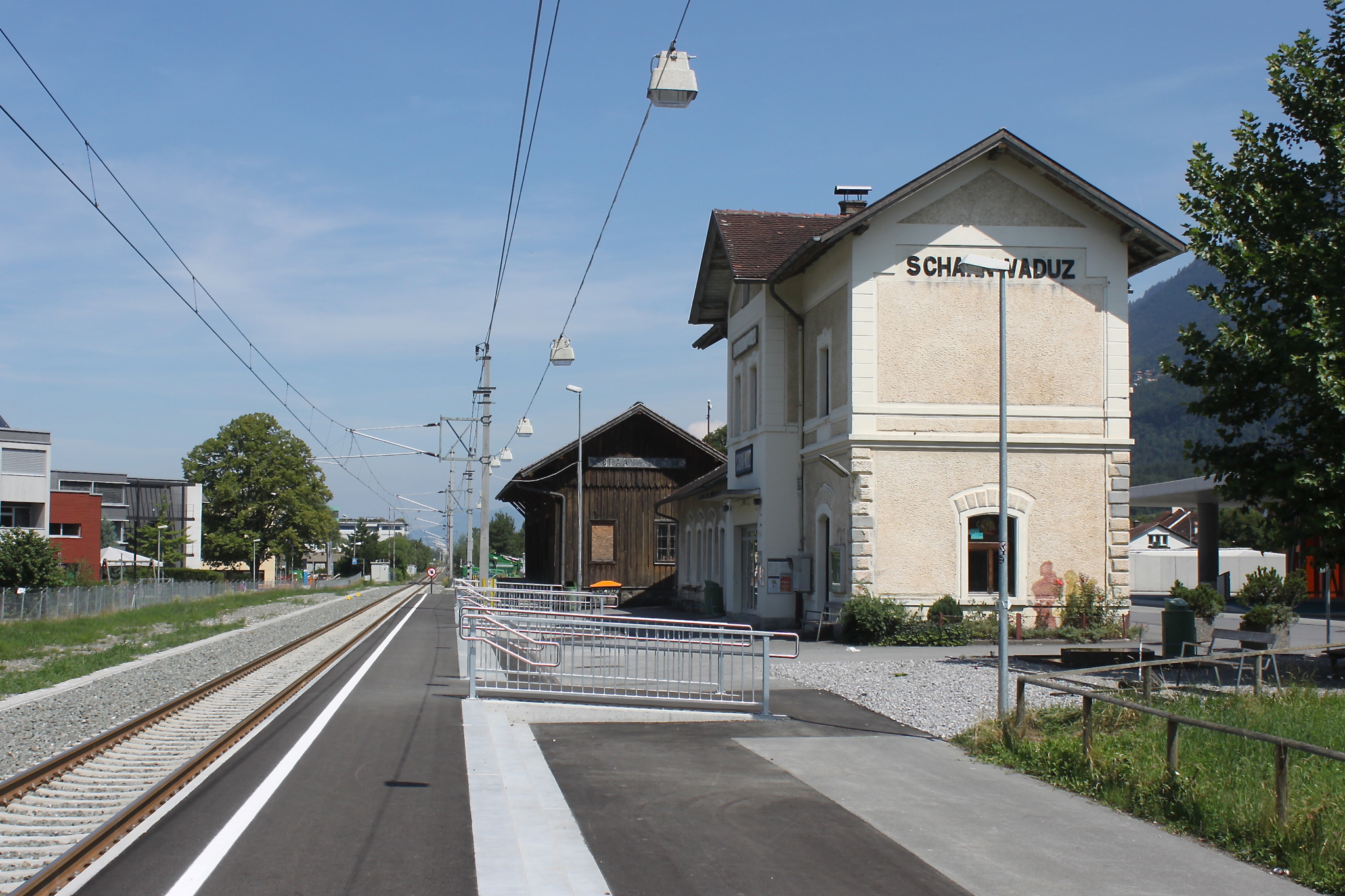
Haltestelle Schaan-Vaduz (2013)

Der Bahnhof Schaan-Vaduz besteht seit der Streckeneröffnung. Er war der bedeutendste Bahnhof im Fürstentum Liechtenstein und einst Halt für alle Schnellzüge. Heute dient er als Haltestelle nur noch dem Regionalverkehr. Auf dem Vorplatz befindet sich die zentrale Haltestelle des Busverkehrs im Fürstentum Liechtenstein.
Buchs SG
Der Bahnhof Buchs SG liegt in der Schweiz und ist Grenzbahnhof zu Österreich, wo Grenzkontrollen und Lokomotivwechsel stattfinden.

### Ingenieurbauten
Rheinbrücke

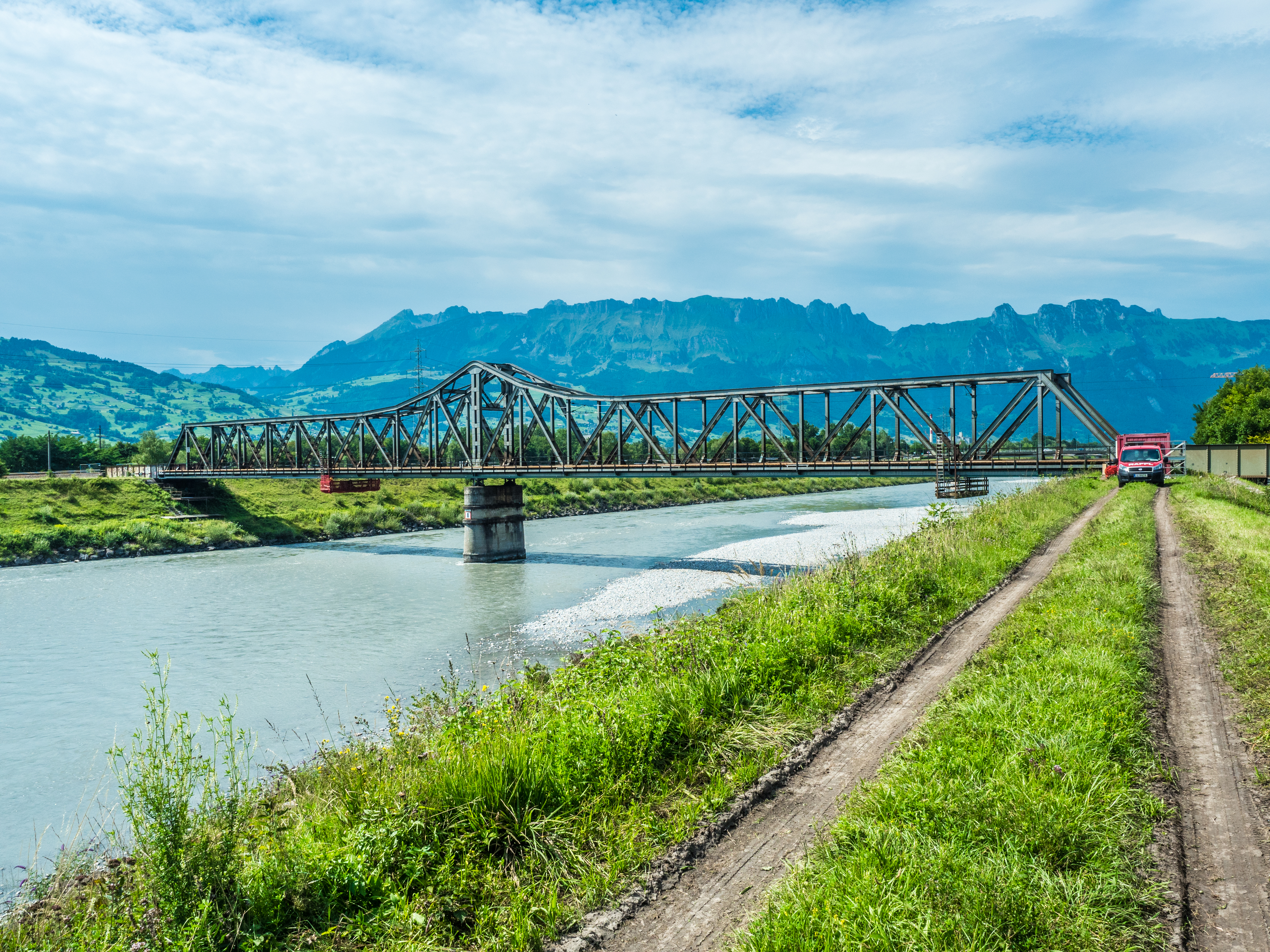
Rheinbrücke von Süden (2017)

Die Rheinbrücke bei Buchs ist der grösste Kunstbau der Strecke. Die zwischen 1870 und 1872 erbaute Brücke war ursprünglich eine Gitterkonstruktion aus Eisen mit doppeltem Kreuzfachwerk. Beim Hochwasser 1927 teilweise zerstört, wurde zunächst ein Provisorium errichtet. In den Jahren 1934 und 1935 wurde auf dem Flusspfeiler der zerstörten Brücke eine neue Stahlbrücke mit einer Länge von 190 Metern errichtet.